# Rolf Cederlöf
Rolf Tore Cederlöf, född 22 september 1937 i Stockholm, är en svensk skådespelare och operasångare (bas).
Cederlöf sjöng operett för Riksteatern och studerade sång för Leo Lando och vid Kungliga Musikhögskolan i solosångsklassen 1962–1965. Han var anställd vid Kungliga Teatern 1965–1993 och scendebuterade där som Colline i La Bohème och Karl V i Don Carlos 1966. Han har sjungit många baspartier som exempelvis Osimin i Enleveringen ur seraljen, Leporello i Don Giovanni och Hunding i Valkyrian. Cederlöf har även varit verksam vid Drottningholmsteatern och medverkat vid tv-inspelningar av bland annat Arresten på Bohus, Pelle Svanslös och Den flygande holländaren.
Han har gästspelat i Hongkong, Warszawa, Helsingfors, Kiel, Köpenhamn, Wiesbaden, Dresden, Israel och Bergen.
Cederlöf tilldelades Kristina Nilssonstipendiet 1962–1964, Jussi Björlingstipendiet på Gröna Lund 1964 och stipendium ur Set Svanholms minnesfond 1970.